# Liberty (organització)
Liberty, antigament, i encara formalment, anomenat National Council for Civil Liberties (NCCL), és un grup d'interès i organització que desafia les lleis injustes, protegeix les llibertats civils i promou els drets humans tant als tribunals com al Parlament del Regne Unit. Liberty també pretén engendrar una «cultura dels drets» dins de la societat britànica. L'NCCL va ser fundat el 1934 per Ronald Kidd i Sylvia Crowther-Smith, dos activistes motivats per llurs conviccions humanistes.
Durant la dècada del 1950, l'NCCL va fer campanya per la reforma del sistema de salut mental, en virtut del qual les persones que eren considerades «moralment defectuoses» (les mares solteres, per exemple) podien ser tancades en un asil. El 1957 la campanya havia aconseguit l'alliberament d'uns 2.000 reclusos, l'abolició de la Llei de deficiència mental de 1913 i l'establiment de nous tribunals de revisió van culminar amb la Llei de salut mental de 1959.
Des del 2016, el treball de Liberty ha estat dominat per una impugnació a l'Alt Tribunal de la Investigatory Powers Act, així com per la campanya contra les anomenades polítiques d'«entorn hostil» que permeten la detenció indefinida d'immigrants al Regne Unit.
A la tardor de 2019, l'organització va crear Liberty Investigates, una unitat de periodisme editorial independent. El seu enfocament inicial es va centrar en com la pandèmia de COVID-19 va afectar la vulneració dels drets humans al Regne Unit.

## Informes
- A Guide to the Hostile Environment: The border controls dividing our communities and how we can bring them down Arxivat 2018-04-21 a Wayback Machine.. 2018.
- Bringing human rights home? What's at stake for rights in the incorporation of EU law after Brexit Arxivat 2019-09-15 a Wayback Machine.. 2018.
- Military Justice: Proposals for a fair and independent military justice system Arxivat 2018-11-04 a Wayback Machine.. 2014. ISBN 978-0-946088-62-1
- A Journalist's Guide to the Human Rights Act. Arxivat 2019-08-30 a Wayback Machine. 2011. ISBN 978-0-946088-60-7
- An Independent Police Complaints Commission, 2000[6]